# Црква Светог краља Драгутина у Гривској
Црква Светог краља Драгутина у Гривској, насељеном месту на територији општине Ариље, подигнута је крајем 20. века. Припада Епархији жичкој Српске православне цркве.
Старија црква постојала је у засеоку Каљевићи, али су данас од ње остали само помени. Остаци су ограђени, а у народу је још остала традиција да се окупља код цркве на Ивањдан, 7. јула, када се одржава сабор.
Данашња црква подигнута је сопственим средствима житеља и средствима донатора, смештена је на најлепшем месту у селу, такозваној Рујној равни. Данас у њој богослужења о празницима врше свештеници ариљске цркве.